# Бор (село, Болгария)
Бор (болг. Бор) — село в Болгарии. Находится в Пловдивской области, входит в общину Асеновград.

## География
Бор расположен в горном районе примерно в 40 км от Асеновграда.   На северо-западе от села находится вершина Синий верх (болг. Сини върх) — 1537 м. Рядом находится села Изворово и Три могилы (болг. Три могили).

## История и современность
Раньше в селе было около 60 домов. Население было исключительно турецким, занималось выращиванием табака и скота. Из-за отсутствия средств к существованию, большинство жителей переехало в Асеновград и соседние села. Старая мечеть в настоящее время находится в плохом состоянии. В селе живут только десять человек.

## Политическая ситуация
Бор подчиняется непосредственно общине и не имеет своего кмета.
Кмет (мэр) общины Асеновград — Христо Грудев (коалиция партий: Граждане за европейское развитие Болгарии (ГЕРБ), ВМРО — Болгарское национальное движение) по результатам выборов.

## Культурные и природные достопримечательности
В окрестностях села Бор невероятно живописная природа, источники чистой горной воды и богатое разнообразие трав. 
В десяти километрах от села можно увидеть природный феномен — скалистое плато Беленташ.
Недалеко находится охотничье хозяйство «Кормисош», а дикие кабаны и медведи частые «гости» в сельских землях.